# Kosmonavt Yuri Gagarin
El buque Kosmonavt Yuri Gagarin (en ruso: «Космона́вт Ю́рий Гага́рин»; en español "Cosmonauta Yuri Gagarin"  en honor a Yuri Alekséyevich Gagarin, primer ser humano en realizar un vuelo espacial) fue un buque de investigación soviético de control y monitoreo espacial o Vigilship (Veladora)  que se dedicaba a detectar y recibir comunicaciones por satélite. Formaba parte del complejo de comando y medición de la URSS y estaba diseñado para controlar el vuelo de las naves espaciales, lo que incluye la emisión de comandos ejecutivos, la realización de mediciones telemétricas y de trayectoria y el mantenimiento de la comunicación de voz del Centro de control de vuelo con las tripulaciones de  naves y estaciones espaciales. A bordo de la embarcación se encontraba el Grupo de Operaciones del Centro de Control de la Misión y, de ser necesario, las capacidades técnicas de la embarcación permitieron asumir las funciones del Centro de Control de la Misión de la Nave espacial. Realizó también investigaciones en la atmósfera superior y el espacio exterior. Era uno los buques que formaban la Flota Naval Espacial de la URSS que se completaba con los siguientes buques,  Kosmonavt Vladimir Komarov, Akademik Sergei Korolev, Akademik Nikolai Pilyugin, Kosmonavt Pavel Belyayev', Kosmonavt Georgi Dobrolskii', Kosmonavt Viktor Patsayev (expuesto en el Museo del Océano Mundial de Kaliningrado), Akademik Vladislav Volkov, Borovichi, Kegostrov, Morzhovets, Nevel, Marshal Nedelin y Marshal Krylov.
El Kosmonavt Yuri Gagarin entró en servicio en diciembre de 1971 para apoyar el programa espacial soviético siendo el más grande y poderoso de su clase en el mundo. Se le bautizó con el nombre de Yuri Alekséyevich Gagarin en honor al primer ser humano en salir al espacio.  Contaba con 71 antenas y cuatro parabólicas gigantes, dos de las cuales pesaban juntas 480 toneladas. El buque tenía la misión de ampliar el alcance de seguimiento cuando las órbitas de los cosmonautas y las misiones no tripuladas cuando no estaban sobre el suelo de la URSS. En 1975 participó en el programa espacial conjunto soviético-estadounidense Apollo-Soyuz.
El Kosmonavt Yuri Gagarin, como los otros buques de comunicaciones, pertenecía a la Academia de Ciencias Soviética y navegaba   bajo la responsabilidad del transporte marítimo del Báltico y del Mar Negro. Junto al buque científico de vigilancia Akademik Sergei Korolev, tenía su base en el puerto ucraniano de Yuzhny cerca de Odessa. Tras la disolución de la Unión Soviética y la independencia de Ucrania, los buques pasaron a depender del gobierno ucraniano y dejaron de prestar servicio al seguimiento de los programas espaciales rusos. En 1991 fueron retirados y vendidos para desguace en 1996.

## Historia
El avance del programa espacial desarrollado por la Unión Soviética hizo necesario resolver el problema de seguimiento de las diferentes naves cuando estás sobrevolaban el Océano Atlántico al quedar este alejado del territorio de la URSS. Los cálculos balísticos pusieron de manifiesto que las naves espaciales que orbitaban la Tierra pasaban 6 veces, de las 16 que daban la vuelta al planeta, al día sobre dicho océano. Durante ese recorrido el seguimiento y contacto con las naves se deterioraba considerablemente.  Ya en 1959 surgió el problema de no poder observar y controlar lo que los expertos denominan "segundo lanzamiento", que es cuando se lanza la etapa superior que  lleva a una  nave espacial desde una órbita intermedia a la trayectoria requerida y para los cohetes lanzados desde la URSS concurría sobre el Golfo de Guinea. La solución al problema fue la creación de un centro de seguimiento aeroespacial flotante, un control de misión, capaz de supervisar los vuelos espaciales desde cualquier punto de la Tierra, de donde surgió la Flota Naval Espacial de la URSS de la que formaba parte el Kosmonavt Yuri Gagarin.
Se encargó del proyecto, denominado "Proyecto 1909 "Phoenix"", como diseñador jefe el ingeniero jefe de la Oficina Central de Diseño Baltsudoproekt Dmitri Gueórguievich Sokolov que realizó un diseño basado en los petroleros del   proyecto 1552, clase Sophia o Ajtuba (ex-Hanói), que eran buques de proa bulbosa con un casco reforzado para el hielo y  una rigidez estructural reforzada. Esto hizo que el barco fuera mucho menos propenso a las deformaciones debidas a las olas y más estable, una de las características necesarias para el desarrollo eficiente de su tarea.
Se construyó en los Astilleros del Báltico de Leningrado y entró al servicio en diciembre de 1971. El  Decreto del Consejo de Ministros de la URSS No. 112-41 del 10 de febrero de 1969 bautizó el barco con el nombre de "Kosmonavt Yuri Gagarin", en honor Yuri Gagarin que había fallecido en accidente un año antes.
El buque pasó a depender de la Academia de Ciencias de la URSS y se destinó al puerto de Yuzhny cerca de Odessa, en la entonces República Socialista Soviética de Ucrania. Desde 1971 hasta 1991, cuando fue transferido a Ucrania pasando a depender del Ministerio de Defensa de ucraniano, el Kosmonavt Yuri Gagarin realizó 20 viajes expedicionarios en el Océano Atlántico realizando tareas de control de vuelo de satélites terrestres artificiales y naves espaciales tripuladas , así como estaciones interplanetarias automáticas. Tuvo una participación destacada en las  misiones espaciales soviéticas ‘Luna 20’, ‘Venera 8’ ‘Soyuz’ y ‘Salut-7’ así como en el programa espacial conjunto soviético-estadounidense Apollo-Soyuz.
En diciembre de 1991 se produce la disolución de la Unión Soviética y la independencia de Ucrania. El buque Kosmonavt Yuri Gagarin pasa a depender del gobierno ucraniano y se asigna al Ministerio de Defensa. Al carecer Ucrania de programa espacial el buque queda inactivo y en 1996 lo compra la compañía austriaca Zuid Merkur por 170 dólares por tonelada para su desguace. El 24 de junio de 1996, el Kosmonavt Yuri Gagarin, renombrado como Agar, partió del puerto de Ilyichevsk destino a la localidad india de Alang a donde llegó a las 15 horas 15 minutos del 1 de agosto de 1996 para su desguace.

### Capitanes

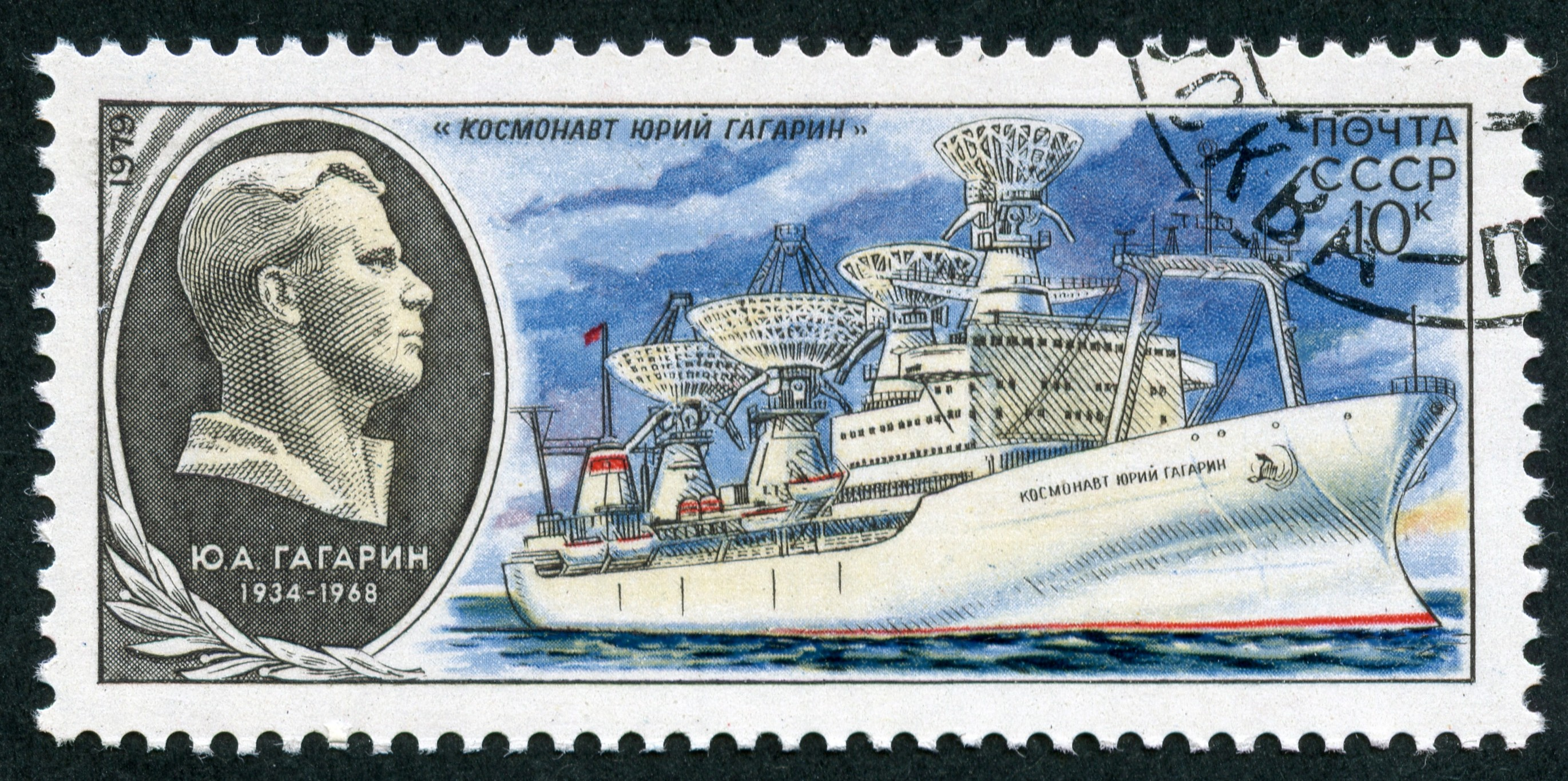
Sello conmemorativo del Kosmonavt Yuri Gagarin

- 1971-1973 -  Borís Konstantínovich Sidorov
- 1973-1975 -  Lev Filípovich Kravtsov
- 1975-1977 -  Alekséi Ilich Shevchenko
- 1977-1980 -  Víktor Vladímirovich Bezpalov
- 1980-1986 - Gueorgui Fiódorovich Grigóriev
- 1986-1986 -  Gennady Petróvich Buraga
- 1986-1988 - Gueorgui Fiódorovich Grigóriev
- 1988-1988 - Gueorgui Apanasenko
- 1988-1991 - Gueorgui Fiódorovich Grigóriev
- 1991-1996 -  Vladímir Yefímovich Maliarchuk

## Características
El buque Kosmonavt Yuri Gagarin se diseñó sobre el casco de un petrolero de proa bulbosa con un casco reforzado para el hielo y  una rigidez estructural reforzada. Sus medidas eran de 231,6 m de eslora máxima, 31,0 m de manga, un calado de 8,5 m y una altura de 15,4 m. en el medio del barco. Desplazaba 45.000 toneladas con una velocidad máxima de  hasta 18  nudos con una autonomía de 20.000 millas náuticas. 
El sistema de propulsión era de tipo turboeléctrico, fue el barco moderno más grande del mundo propulsado de esta manera.  Poseía  os turbinas tipo Kirov a un eje que proporcionaba al buque una potencia de 19.000 CV.
Las tareas para las que estaba diseñado el buque requieren un alto grado de autonomía al tener que estar casi constantemente en el mar y lejos de puntos de abastecimiento. Además se precisaba que sus desplazamientos fueran ininterrumpidos para lo que las reservas de carburante eran estratégicas. La tripulación del Kosmonavt Yuri Gagarin era de 136 personas más 212 personas más para  las labores de expedición. El buque portaba los siguientes suministros para 130 días de autonomía:
- 9.000 toneladas de fueloil como combustible para calderas.
- 1.850 toneladas de combustible diesel.
- 115 toneladas de aceites lubricantes.
- 80 toneladas de agua de calderas.
- 2.100 toneladas de agua potable y para lavar.
- 180 toneladas de provisiones.

El suministro de agua dulce que se embarcaba era solo para  60 días al disponer el barco de dos plantas desaladoras con una capacidad de 40 toneladas por día. 
Esta característica de su funcionalidad, su uso en alta mar y en misiones prolongadas, hacía que el buque contara con grandes espacios disponibles. A pesar de no tener un hangar o una cabina de vuelo para helicópteros, había mucho espacio para los equipos electrónicos y la tripulación. De hecho, además de los servicios habituales, contaba con 1.250 habitaciones para las diferentes necesidades científicas y personales, había un gimnasio, una biblioteca provista con 10.000 volúmenes, y 3 piscinas disponibles, mientras que la pasión rusa por el teatro quedó satisfecha con una estructura de 300 asientos, suficiente para casi toda la tripulación a bordo.
La superestructura se realizó en dos bloques que conformaban un casco dividido, mediante mamparos, en ocho compartimentos estancos. Contaba con dos puentes, uno a proa y otro a popa, el puente delantero estaba en la parte superior de un bloque con un total de cinco cubiertas, mientras que el bloque de popa es mucho más pequeño pero también alberga un castillete alto. En el centro de la nave se levantaban cuatro inmensas estructuras piramidales truncadas que soportan la mayor cantidad de antenas de teledetección y comunicaciones paraboloides estabilizadas, de las cuales las dos  popa era 27 metros de diámetro y las otras dos, las ubicadas  en proa, tenían un diámetro de 12,5 metros. Cuando todas estaban orientadas hacia adelante, la velocidad del barco se reducía en 2 nudos.

### Las características técnicas
El Kosmonavt Yuri Gagarin se diseñó para realizar labores de seguimiento de naves y estaciones  espaciales en vuelo, tanto tripuladas como automáticas, así como buscar naves espaciales perdidas y supervisar el rescate de cosmonautas en el océano. Era capaz de trabajar hasta con dos naves simultáneamente a la vez que mantenía una constante comunicación con el Centro de Control de Misiones en Korolev en el Óblast de Moscú, Rusia. A las naves espaciales les enviaba coordenadas, ordenaba cambios de trayectoria y mantenía las comunicaciones con la tripulación.
El Kosmonavt Yuri Gagarin  estaba equipado con 75 antenas de diferentes tamaños y tipo destinadas a diferentes propósitos. Entre todas ellas destacaban por su tamaño cuatro antenas parabólicas, dos de las cuales, las instaladas en el puente de proa, tenían un diámetro de 12,5 metros de diámetro y pesaban 180 toneladas cada una. Las otras dos ubicadas en popa, eran mucho más grandes, cada una de ellas pesaba 240 toneladas y medía 25 metros de diámetro. Entre el equipamiento técnico que portaba para realizar sus misiones,  estaba el denominado "Fotón", todo un complejo de comando y medición radiotécnica para monitorear las naves espaciales en vuelo que ocupaba  86 laboratorios.
Portaba grandes antenas de Onda corta del tipo "Ship Shell" y del "V Tube", pero estas se colocaron alrededor de la chimenea en la popa para no interferir con las antenas parabólicas.  Además de estos, el puente estaba equipado con uno de los radares de navegación "Don Kay" y "Okean" 
La compleja instalación de antenas creaba problemas en la navegabilidad y estabilidad de la nave, lo que hizo que se implementaran soluciones únicas y constructivas que aseguraron la estabilidad del barco y si capacidad de soportar fuerzas externas, como el viento y el oleaje, y poder mantener la estabilidad  una vez que estas fuerzas disminuyeran. Una de las características que más influyeron en la búsqueda de soluciones fue que los elementos más pesados, las grandes antenas parabólicas, se encontraban elevadas sobre la cubierta, mientras que los  equipos eléctricos y de navegación, mucho más ligeros, estaban situados bajo la misma.
La orientación de las grandes parábolas  influía muy considerablemente en la navegación, cuando se orientaban hacia adelante hacían disminuir en 2 nudos la velocidad del barco y cuando se inclinaban para realizar conexiones con más allá de nuestra atmósfera elevaban el riesgo de rotura o vuelco de la nave por lo que ese tipo de maniobras no se podían realizar con vientos fuertes.
Las comunicaciones con las naves espaciales en órbita obligaban al buque a mantener un rumbo constante por lo que la maniobrabilidad del navío debió de ser muy alta para garantizar el mantenimiento de la  trayectoria establecida en cualquier tipo de situación. Para ello el  Kosmonavt Yuri Gagarin montaba dos motores alados en la proa y en la popa, que facilitaba el manejo a velocidades más bajas, durante los giros y el acoplamiento, compensando la fuerza de las mareas durante la comunicación.